# Тръпко Виличков
Тръпко Виличков или Виденов е български революционер, деец на Вътрешната македоно-одринска революционна организация.

## Биография
Виличков е роден в 1877 година в кумановското село Винце, тогава в Османската империя, днес в Северна Македония. Остава без образование. Присъединява се към ВМОРО и става четник в 1898 година. Четник е на Гено Димитров, Кръстьо Българията, Сотир Атанасов и други войводи. Участва в Илинденско-Преображенското въстание. След въстанието от 1904 година е войвода в Кумановско.